# Florêncio José da Silva Júnior
Florêncio José da Silva Júnior (Angra do Heroísmo, ? — ?) foi um político português que exerceu as funções de Secretário-Geral do Distrito de Angra do Heroísmo e serviu de Governador Civil do mesmo desde 27 de Julho de 1851 a 11 de Outubro do mesmo ano. Depois de ter interrompido a actividade no cargo voltou a exercer o mesmo desde Março de 1857 a 1 de Julho de 1858.

## Biografia
Foi filho do general Florêncio José da Silva, destacada figura do Exército Liberal e governador militar de São Miguel.